# 2133 Франсврайт
2133 Франсврайт (2133 Franceswright) — астероїд головного поясу, відкритий 20 листопада 1976 року.
Тіссеранів параметр щодо Юпітера — 3,487.